# 世界语文化

世界语百年标志

世界語文化是指世界語界的文化。雖然作爲一門人工語言，但世界語自19世紀起就一直發展至今，已經在其社群中創立了世界語文化
世界語文學包括藝術、文學、音樂、各類世界語大會、慶祝活動，以及護照服務之類的文化交流。

## 世界語母語者
直至1996年，大概有350個世界語家庭。 相關組織預估現時有1000個世界語家庭，2000多名兒童參與其中。所有世界語母語者都是雙語，甚至是多語者，以世界語、其生長地語言、或相親的母語爲其母語。不少世界語家庭中，主要是父親與子女講世界語。很多類似家庭中，相親皆有共同的母語；但亦有不少家庭，相親唯一的語言聯繫只有世界語。

## 貓頭鷹窩
貓頭鷹窩原本是世界語者的一種臨時咖啡廳（可以爲租賃場所或者某人家中），用世界語錢幣或者現金支付飲食。現場音樂會和詩歌文學閱讀是比較常見的活動。該項傳統自1995年興起，成爲世界語大會後，除了酒吧派對的另外一種活動。現時貓頭鷹窩主要爲世界語者在活動後提供一個無煙、無酒的安靜環境。

## 宗教
世界語對一些宗教有一定影響，例如巴哈伊信仰，大本教等。但一般世界語組織都不會要求、或者鼓勵成員信仰類似宗教。

## 文學
一般被翻譯爲世界語的文學都不是世界著名文學，因爲對於該類型文學，讀者一般都可以從自己認識的其他語言獲得該作品。例如，夏目漱石的《心》就沒有世界語譯本，但是部分日本犯罪小說以及冰島小說等沒有被翻譯爲英文（甚至其他所有語言）就被翻譯世界語。這種現象，是因爲譯者通常會首先考慮自己最喜歡的，以不是世界最著名的作品；另外一個原因，則是因爲翻譯此類小衆小說，可以更易獲得譯權。
哈利波特系列的第一本書可作爲例子。當時有世界語譯者已經翻譯了該書，於是向J·K·羅琳申請購買譯權出版，但卻遭後者拒絕（雖然《哈利波特與魔法石》是世界上有最多語言譯本的作品之一）。但是有興趣者通常可以從網上獲取免費的世界語譯本。
世界語者在第二次世界大戰期間遭迫害（世界語在納粹德國及蘇聯境內被禁），直至如今，世界語通常都被傳媒以及一般大衆嘲笑，因此壓迫與接受是世界語文學及會話的一個強勢主題。
現時全球有多於 25,000 冊世界語出版物，類型由原著或翻譯書籍，到上百份定期發刊的世界語雜誌。這已經是世界語一門只有100年歷史的語言所達的成就。反觀冰島語作爲冰島的國語，32萬冰島人的母語，自10世紀語言開始形成至今，都只有5萬冊出版書籍。

## 護照服務
很多世界語旅行者會通過護照服務，爲自己尋求由其他本地世界語組織或個人提供的免費住宿。甚至有人指出，護照服務可以成爲移民融入當地社會的利器，因爲世界語者一般被認爲比較友善，並且比起其他當地人更容易接受移民。

## 寫作
世界語一開始只能從書本上學得，直到今天，對於部分居住在人煙少地方的世界語者而言，都只能通過互聯網和其他人取得聯繫，因此寫作及閱讀是世界語文化的一大部分。很多世界語者會創作各種題材的書寫作品，出版或直接上載網上供免費閱讀。
筆友自世界語創立至今，一直都係相當流行的世界語者交友方式。早期甚至有人如此推廣世界語：“用世界語，你可以隨機向陌生人寫信，隨信附上簡單語法規則以及字典。然後收信人獲信之後就可以自行查閱然後予你回信”。當時很多人會通過這種方式擴大世界語社群。
在20世紀早期，當時尚未出現一門佔絕對優勢的世界通用語，因此對於一般人而言，很難獲得外國的準確信息。世界語當時爲不少人提供途徑獲取異國信息，甚至收集各國郵票。現代的世界語互聯網短信，亦可被認爲是現代版本的筆友通信。
Monato 是著名的世界語雜誌。該雜誌被認爲是“世界語版本的時代雜誌和新聞週刊”。
世界語甚至還有專門的盲文雜誌 Aŭroro，自1920年發行至今。世界語擁有全世界最多的盲文出版物。世界語對視障人士的影響，可以追溯至20世紀早期，很多盲人學校都有教授世界語。
Esperanto 是一款由國際世界語協會向其會員定期發放的雜誌，主要提供世界語社群的咨詢。

## 大會
國際世界語大會每年都會在不同國家舉行（一般爲歐洲國家）。每屆大會平均吸引了 1500 – 3000 名與會者。通常在中歐或東歐舉行的世界語大會有最多與會者，因爲世界語的創造者柴門霍夫來自波蘭，同時匈牙利亦允許學生以世界語修讀外語課程。
不少大會參會者還會穿上自己的民族服飾。世界語者中亦流行參與世界語活動時，穿上自己民族服飾的文化習俗。

## 流行文化
世界語音樂通常以作曲人的國家傳統方式作成，不過亦有很多其他現代類型，例如說唱樂、流行音樂等。很多世界名曲都被翻譯爲世界語，例如La vie en rose （页面存档备份，存于）以及 En el frente de Gandesa （页面存档备份，存于）。
很多電臺都有提供世界語廣播，例如中國國際廣播電臺，墨爾本種族社區電臺、古巴哈瓦那廣播電台，意大利廣播電視公司、波蘭公共電臺、梵蒂岡新聞網、德國Radio F.R.E.I. 等。還有很多其他私人播客或者音樂播客。
1964年，第一部世界語長片電影Angoroj面世（由Jacques-Louis Mahe導演）。隨後1965年，美國世界語電影《夢魘》上映。但是該電影被認爲比較粗製濫造，主要因爲編劇水平有限，以及沒有一個演員本身會講世界語，因此口音奇特。
Internacia Televido是一個網絡世界語電視臺，自2005年11月起上線。
直至2003年6月，世界語維基百科列出了14部世界語電影以及3部世界語短電影。

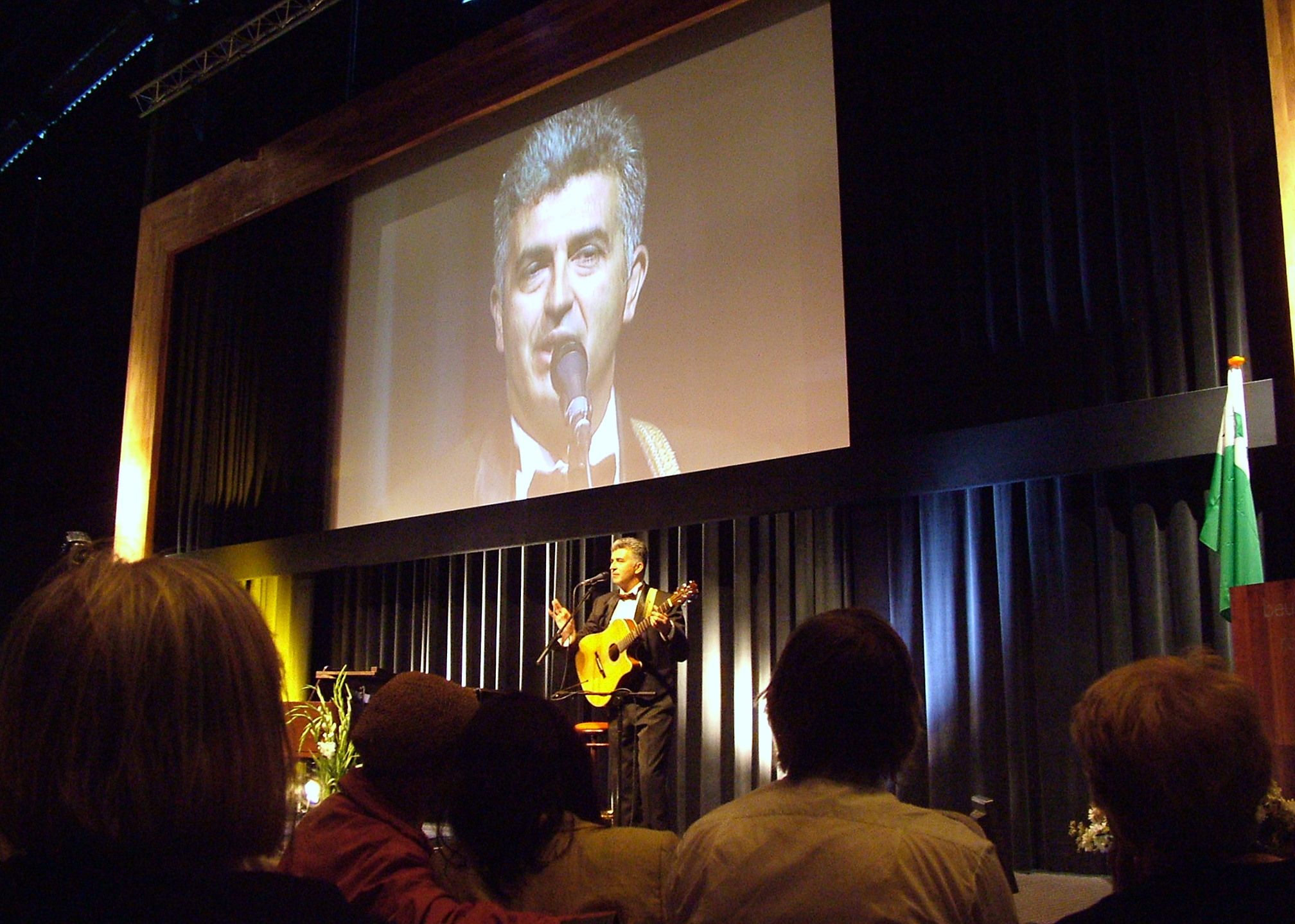
2008年鹿特丹，塞爾維亞演員 Sasha Pilipovic 在世界語大會上

2011年，奧斯卡金像獎提名得主 Sam Green （因《地下氣象臺》獲名）製造了一段30分鐘的記錄短片介紹世界語歷史。 紀錄片廣受好評， 但是有被批評道影片長度過短。
Youtube上還有很多加入了世界語字幕的電影、卡通以及紀錄片。還有一些世界語配音粉絲組。

## 餐飲
由於世界語者來此世界各地，很多世界語母語者在多元餐飲環境中長大。
世界語目前有兩本烹飪書：Internacie kuiri（ISBN 90-71205-34-7）以及 Manĝoj el sanigaj plantoj（ISBN 953-97664-5-1.）
一些世界語期刊亦偶爾刊登食譜。

## 柴門霍夫日

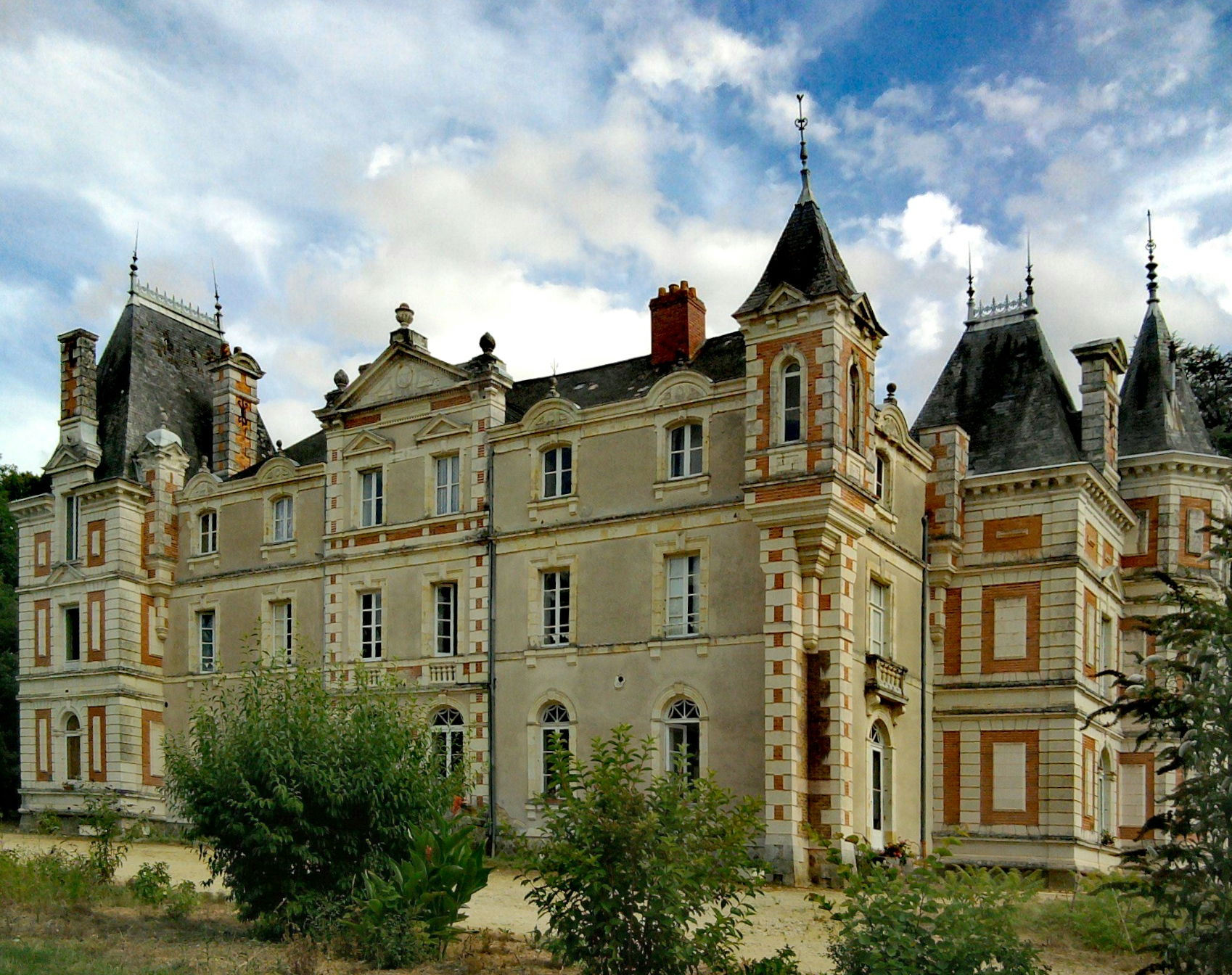
法國 Castle of Grésilion 是法國的世界語文化中心

每年12月15日，世界各地世界語者會一同慶祝柴門霍夫日。一般世界語作者都希望書籍可以在當日出版，因爲柴門霍夫曾經提及，爲了傳播世界語，各地的世界語者需要着手豐富世界語文學。
《希望》是世界語的代表歌曲，很多世界語者對其相當熟悉。不少時候會被作爲一些世界語大會的會曲。